# غزاله مولاطلب
غزاله مولاطلب یکی از بازیکنان تیم ملی تنیس روی میز ایران است. وی نفر سوم بزرگسالان ایران است.
وی در ردهٔ جوانان در حال فعالیت می‌باشد ولی از مقام داران بخش بزرگسالان نیز هست.

## افتخارات
- یکی از بازیکنان فرستاده شده برای مسابقات قهرمانی جهان در بخش تیمی سال ۲۰۱۶ در مالزی [۲]در آن مسابقات موفق به کسب مقام اول در دسته ۳ جهان شدند و به دسته دوم جهان صعود کردند.
- قهرمانی در دسته برتر جوانان سال نود و دو.[۳]
- موفق به کسب دومین قهرمانی در بخش جوانان در سال ۱۳۹۳.[۴]